# Прондник-Кожкевський
Прондник-Кожкевський (пол. Prądnik Korzkiewski) — село в Польщі, у гміні Велька Весь Краківського повіту Малопольського воєводства.
Населення — 251 особа (2011).
У 1975-1998 роках село належало до Краківського воєводства.

## Демографія
Демографічна структура станом на 31 березня 2011 року:
|          | Загалом | Допрацездатний вік | Працездатний вік | Постпрацездатний вік |
| -------- | ------- | ------------------ | ---------------- | -------------------- |
| Чоловіки | 116     | 23                 | 82               | 11                   |
| Жінки    | 135     | 32                 | 75               | 28                   |
| Разом    | 251     | 55                 | 157              | 39                   |